# Lambda
Cette page contient des caractères spéciaux ou non latins. S’ils s’affichent mal (▯, ?, etc.), consultez la page d’aide Unicode.
Pour les articles homonymes, voir Lambda (homonymie).
Cet article possède des paronymes, voir Ʌ, ∧, ㅅ et 人.
Lambda (capitale Λ, minuscule λ ; en grec Λάμδα Lámda [ˈlamða]) est la onzième lettre de l'alphabet grec, précédée par kappa et suivie par mu. Dérivée de la lettre lamed  de l'alphabet phénicien, elle est l'ancêtre des lettres L et lambda de l'alphabet latin, de la lettre Л de l'alphabet cyrillique et de la lettre Ⲗ de l’alphabet copte.

## Usages

### Dans les langues
En grec moderne comme en grec ancien, la lettre lambda représente une consonne spirante latérale alvéolaire voisée, [l].
Dans le système de numération grecque, lambda vaut 30.
Dans la langue française, lambda signifie aussi « quelconque », comme dans l'expression « un individu lambda ». Cette acception provient de l'argot de l'École Polytechnique où la « cote lambda » était traditionnellement attribuée à l'élève dont le rang de classement se situait exactement au milieu de la promotion.
De plus en plus, le symbole Λ est employé pour remplacer le « A » majuscule dans des titres stylisés de films ou de livres, ou des logos de marques.

### En science
la lettre lambda (minuscule et en italique, λ) est utilisée comme symbole :
- en physique, de la longueur d'onde et d'autres grandeurs physiques comme la conductivité thermique ou la conductivité ionique molaire (loi de Kohlrausch) ;
- en thermique, pour caractériser la conductivité thermique d'un matériau (d'une épaisseur d' 1 m) ;
- en logique mathématique et en informatique théorique, pour lier les variables dans les termes du λ-calcul ;
- en analyse mathématique, d'un multiplicateur de Lagrange ;
- en algèbre linéaire, d'une valeur propre.

## Histoire

### Origine
La lettre lambda tire son origine de la lettre correspondante de l'alphabet phénicien, . Celle-ci provient peut-être de l'alphabet protosinaïtique, une écriture utilisée dans le Sinaï il y a plus de 3 500 ans, elle-même probablement dérivée de certains hiéroglyphes égyptiens ; le hiéroglyphe sur lequel la lettre phénicienne est basée signifierait « bâton » . L'alphabet phénicien atteint une forme plus ou moins standard vers le XIe siècle av. J.-C. Sa 12e lettre est une consonne (l'alphabet phénicien est un abjad qui ne note pas les voyelles) correspondant probablement au son [l].
La lettre correspondante de l'alphabet sudarabique est , l, correspondant à la lettre ለ, lä, de l'alphasyllabaire guèze. Dans les alphabets sémitiques, la lettre phénicienne a conduit au syriaque ܟ, à l'hébreu ל, à l'araméen 𐡊, à l'arabe ﻝ et au berbère ⵍ.

### Alphabets archaïques

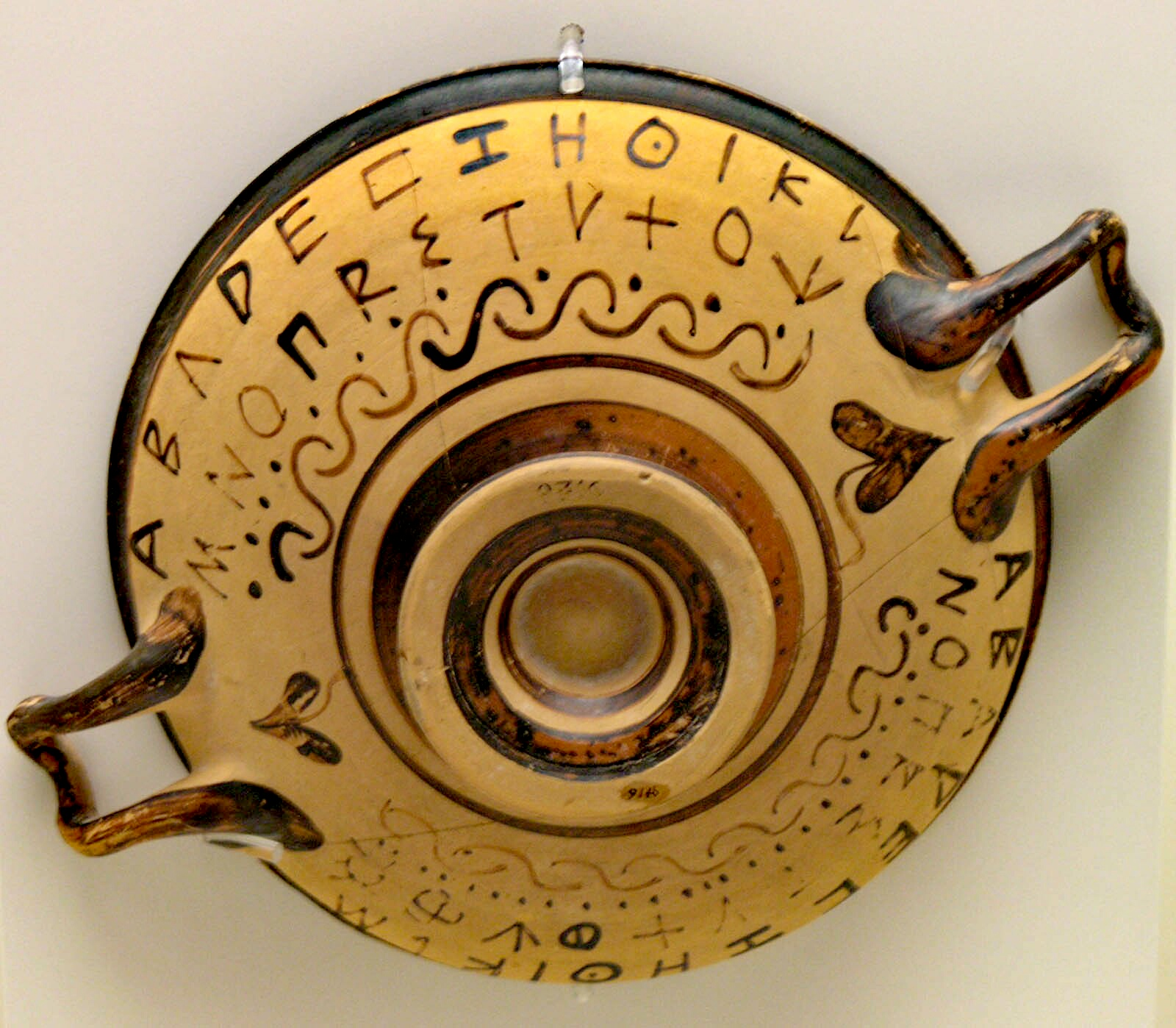
Alphabet grec peint sur la panse d'une coupe attique à figures noires.

L'alphabet grec dérive directement de l'alphabet phénicien. Sa 12e lettre devient la 12e de l'alphabet grec, la lettre archaïque digamma, abandonnée depuis, s'intercalant en 6e position.
Dans les alphabets grecs archaïques, le forme et l'orientation du lambda varient. La plupart des variantes consistent en deux traits droits, l'un plus long que l'autre, reliées à une extrémité. Les lettres Γ et Λ peuvent souvent être confondues l'une avec l'autre, toutes deux étant juste un angle placé dans des positions variées ; les formes de Λ analogues à L sont communes en Eubée, Attique et Béotie. On trouve les variations suivantes :
- (Laconie, Mégare)
- (Achaïe, Rhodes, Thessalie, Égine, Naxos, Ionie, Cnide, Corinthe, Sicyone, Tirynthe)
- (Ithaque, Eubée, Béotie, Attique, Crète)
- (Crète, Paros)
- (Argos)
- (Arcadie, Paros, Délos, Milos, Santorin, Ithaque, Crète)

### Évolution
La forme actuelle de la lettre provient de l'alphabet utilisé en Ionie, qui est progressivement adopté par le reste du monde grec antique (Athènes passe un décret formel pour son adoption officielle en 403 av. J.-C. ; son usage est commun dans les cités grecques avant le milieu du IVe siècle av. J.-C.). Avec l'abandon du digamma, la lettre prend la 11e position de l'alphabet.
L'alphabet grec reste monocaméral pendant longtemps. Les formes minuscules proviennent de l'onciale grecque, une graphie particulière créée à partir de la majuscule et de la cursive romaine vers le IIIe siècle et adaptée à l'écriture à la plume, et sont créées vers le IXe siècle. Pendant la Renaissance, les imprimeurs adoptent la forme minuscule pour les polices bas-de-casse, et modèlent les lettres capitales sur les formes des anciennes inscriptions, conduisant le grec à devenir bicaméral.

### Nom
Tout comme la plupart des noms des autres lettres, « lambda » ne signifie rien de particulier en grec et n'est qu'un emprunt direct au nom de la lettre en phénicien. Il est supposé que le nom de la lettre phénicienne correspondante signifierait « bâton ».
En grec moderne[réf. nécessaire], la lettre est appelée λάμδα (lámda), prononcée /lamða/. Les grammairiens et dramaturges de l'époque classique indiquent qu'en grec ancien la lettre est prononcée [laːbdaː] (λάβδα).

### Dérivés
L'alphabet étrusque est dérivé de l'alphabet grec employé en Eubée — alphabet que les Étrusques apprennent à Pithécusses (Ischia), près de Cumes. L'alphabet latin descend directement de l'alphabet étrusque ; le lambda conduit ainsi à la lettre L.
Dans l'alphabet cyrillique, le lambda donne naissance à la lettre el, Л.
Dans l'alphabet copte, la lettre conduit à la lettre laula, Ⲗ.
Il est possible que l'alphabet arménien dérive de l'alphabet grec. Dans ce cas, le liun, Լ, dériverait du lambda.

Lamda phénicien
Lambda épigraphique grec
Lambda grec majuscule moderne
Écriture onciale
Variantes cursives
Variantes minuscules
Lambda grec minuscule moderne
L étrusque
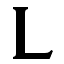
L romain
El cyrillique
Laula copte

## Influences culturelles
La lettre lambda apparaît fréquemment dans la série de jeux vidéo Half-Life.
Le duo de disc jockeys suédois Axwell Λ Ingrosso utilise un lambda majuscule dans son nom.
La mouvance identitaire s'en sert comme logotype.

## Codage
La majuscule Λ possède les codages suivants :
- Unicode : U+x039B
- Entité HTML : &Lambda;
- TeX : \Lambda ; {\displaystyle \Lambda }
- DOS Greek : 138
- DOS Greek-2 : 182
- Windows-1253 : 203

La minuscule λ possède les codages suivants :
- Unicode : U+x03BB
- Entité HTML : &lambda;
- TeX : \lambda ; {\displaystyle \lambda }
- DOS Greek : 162
- DOS Greek-2 : 229
- Windows-1253 : 235

Le tableau suivant recense les différents caractères Unicode utilisant le lambda :
| Caractère | Représentation | Code    | Bloc Unicode                           | Nom Unicode                                                    |
| --------- | -------------- | ------- | -------------------------------------- | -------------------------------------------------------------- |
| λ         | λ              | U+03BB  | Grec et copte                          | Lettre minuscule grecque lambda                                |
| Λ         | Λ              | U+039B  | Grec et copte                          | Lettre majuscule grecque lambda                                |
| 𝚲         | 𝚲              | U+1D6B2 | Symboles mathématiques alphanumériques | Majuscule mathématique grasse lambda                           |
| 𝛌         | 𝛌              | U+1D6CC | Symboles mathématiques alphanumériques | Minuscule mathématique grasse lambda                           |
| 𝛬         | 𝛬              | U+1D6EC | Symboles mathématiques alphanumériques | Majuscule mathématique italique lambda                         |
| 𝜆         | 𝜆              | U+1D706 | Symboles mathématiques alphanumériques | Minuscule mathématique italique lambda                         |
| 𝜦         | 𝜦              | U+1D726 | Symboles mathématiques alphanumériques | Majuscule mathématique italique grasse lambda                  |
| 𝝀         | 𝝀              | U+1D740 | Symboles mathématiques alphanumériques | Minuscule mathématique italique grasse lambda                  |
| 𝝠         | 𝝠              | U+1D760 | Symboles mathématiques alphanumériques | Majuscule mathématique grasse sans empattement lambda          |
| 𝝺         | 𝝺              | U+1D77A | Symboles mathématiques alphanumériques | Minuscule mathématique grasse sans empattement lambda          |
| 𝞚         | 𝞚              | U+1D79A | Symboles mathématiques alphanumériques | Majuscule mathématique italique grasse sans empattement lambda |
| 𝞴         | 𝞴              | U+1D7B4 | Symboles mathématiques alphanumériques | Minuscule mathématique italique grasse sans empattement lambda |